# 青森县旗
青森县旗（日语：／ Aomori ken ki）是日本的47面都道府县旗之一。该条目是对青森县旗以及青森县章（日语：／）的解说。

## 概要
县旗、县章是1969年1月1日的县告示第6号上正式制定的。。县章是青森县特征性县土的简化图案。
县旗的配色，白色的底色，象征无限宽广的宇宙世界，而县章的绿色，象征着青森县进步与发展的希望与未来。

## 脚注
1. ↑  . 青森県. （原始内容存档于2021-02-28） （日语）.